# FK Petnjica
Fudbalski Klub Petnjica (Фудбалски Клуб Петњица) – czarnogórski klub piłkarski z siedzibą w Petnjicy. Został utworzony w 1977 roku. Obecnie występuje w Trećej lidze Czarnogóry.

## Stadion
Klub rozgrywa swoje mecze domowe na stadionie Stadion Gusare w Petnjicy, który może pomieścić 1.000 widzów.

## Sezony
| Sezon      | Liga                                               | Poziom | Miejsce |
| Czarnogóra |                                                    |        |         |
| 2006/07    | Treća liga – Grupa Severna regija (grupa północna) | III    | 5       |
| 2007/08    | Treća liga – Grupa Severna regija (grupa północna) | III    | 4       |
| 2008/09    | Treća liga – Grupa Severna regija (grupa północna) | III    | 7       |
| 2009/10    | Treća liga – Grupa Severna regija (grupa północna) | III    | 2       |
| 2010/11    | Treća liga – Grupa Severna regija (grupa północna) | III    | 1       |
| 2011/12    | Druga liga                                         | II     | 12      |
| 2012/13    | Treća liga – Grupa Severna regija (grupa północna) | III    | 5       |
| 2013/14    | Treća liga – Grupa Severna regija (grupa północna) | III    | 5       |
| 2014/15    | Treća liga – Grupa Severna regija (grupa północna) | III    | 3       |
| 2015/16    | Treća liga – Grupa Severna regija (grupa północna) | III    | 3       |
| 2016/17    | Treća liga – Grupa Severna regija (grupa północna) | III    | 6       |
| 2017/18    | Treća liga – Grupa Severna regija (grupa północna) | III    | 5       |
| 2018/19    | Treća liga – Grupa Severna regija (grupa północna) | III    | 2       |
| 2019/20    | Treća liga – Grupa Severna regija (grupa północna) | III    | 3       |
| 2020/21    | Treća liga – Grupa Severna regija (grupa północna) | III    | ?       |

## Sukcesy
- mistrzostwo Trećej crnogorskiej ligi (1): 2011 (awans do Drugiej crnogorskiej ligi, po wygranych barażach).
- wicemistrzostwo Trećej crnogorskiej ligi (2): 2010 i 2019.